# Christian Reichert
Christian Reichert (Würzburg, 7 febbraio 1985) è un nuotatore tedesco, specializzato nel nuoto di fondo.

## Carriera
A Barcellona 2013 e a Kazan' 2015 ottiene le sue due medaglie d'oro ai campionati mondiali aggiudicandosi, insieme a compagni di nazionale, la 5 km a squadre.

## Palmarès
- Mondiali

Barcellona 2013: oro nei 5 km a squadre.
Kazan' 2015: oro nei 5 km a squadre.

### Altre competizioni
- Vincitore della Coppa del Mondo di nuoto di fondo nel 2015.
- Vincitore della Coppa LEN nel 2008, nel 2009 e nel 2012.